# Paraplanodes simplicicornis
Paraplanodes simplicicornis là một loài bọ cánh cứng trong họ Cerambycidae.